# Rhyssaloides
Rhyssaloides är ett släkte av steklar. Rhyssaloides ingår i familjen bracksteklar.
Kladogram enligt Catalogue of Life:
| Rhyssaloides | \| \| Rhyssaloides ambeodonti \| \| \| \| \| \| Rhyssaloides antipoda \| \| \| \| |
|              | \| \| Rhyssaloides ambeodonti \| \| \| \| \| \| Rhyssaloides antipoda \| \| \| \| |
|              | Rhyssaloides ambeodonti                                                           |
|              |                                                                                   |
|              | Rhyssaloides antipoda                                                             |
|              |                                                                                   |